# Passeport sud-coréen
Le passeport sud-coréen (en coréen : 대한민국 여권, Daehan Minguk yeogwon) est un document de voyage international délivré aux ressortissants sud-coréens, et qui peut aussi servir de preuve de la citoyenneté sud-coréenne.

## Apparence
Les passeports sud-coréens sont de couleur vert foncé, avec l'emblème national de la république de Corée en doré au centre de la couverture avant. Les mots 대한민국 (coréen) et REPUBLIC OF KOREA (anglais), c'est-à-dire « République de Corée », sont inscrits au-dessus de l'emblème, tandis que 여권 (coréen), PASSPORT (anglais), c'est-à-dire « passeport », et le symbole international du passeport électronique sont inscrits sous l'emblème.

### Différence avec le passeport de la Corée du Nord
En Corée du Nord, le mot coréen pour « passeport » s'écrit 려권 (ryeogwon), alors qu'en Corée du Sud, le même mot s'écrit 여권 (yeogwon).

### Page de renseignements d'identité
- Photo du titulaire du passeport (Largeur : 35 mm, taille : 45 mm ; hauteur de la tête (jusqu'au sommet des cheveux) : 34,5 mm ; distance du sommet de la photo jusqu'au sommet des cheveux : 3 mm)
- Type (PM ou PR ou PS) : Les passeports PM peuvent être utilisés pour des entrées multiples, tandis que les passeports PS sont valables pour une seule entrée. Les passeports PR sont destinés aux Coréens qui sont des résidents permanents de pays autres que la Corée. Cependant, le passeport de type PR a été supprimé depuis le 21 décembre 2017, et les résidents permanents d'autres pays reçoivent désormais un passeport normal[1].
- Code du pays de délivrance : KOR
- Numéro de passeport : comprend un total de neuf chiffres ; dans les passeports délivrés à partir du 25 août 2008, le numéro de passeport conservera les mêmes neuf chiffres, mais le code du pays de délivrance sera remplacé par une seule lettre M pour les passeports PM et S pour les passeports PS. Les huit chiffres restants seront le numéro de série.
- Nom de famille (version romanisée)
- Postnom (version romanisée)
- Nationalité : république de Corée
- Date de naissance
- Date de délivrance
- Date d'expiration
- Sexe
- Numéro d'identification personnel (numéro d'enregistrement de résident de la Corée du Sud)
- Autorité de délivrance : Ministère des Affaires étrangères
- Nom en hangeul

## Liste des pays sans visa ou visa à l'arrivée
En janvier 2019, les citoyens sud-coréens peuvent entrer sans visa préalable (soit absence de visa, soit visa délivré lors de l'arrivée sur le territoire) dans 189 pays et territoires pour des voyages d'affaires ou touristiques de courte durée. Selon l'étude de Henley & Partners, la Corée du Sud est classée deuxième, à égalité avec Singapour, en termes de liberté de voyages internationaux. Seul le passeport japonais (190 pays) permet l’accès à un plus grand nombre de pays sans visa préalable.

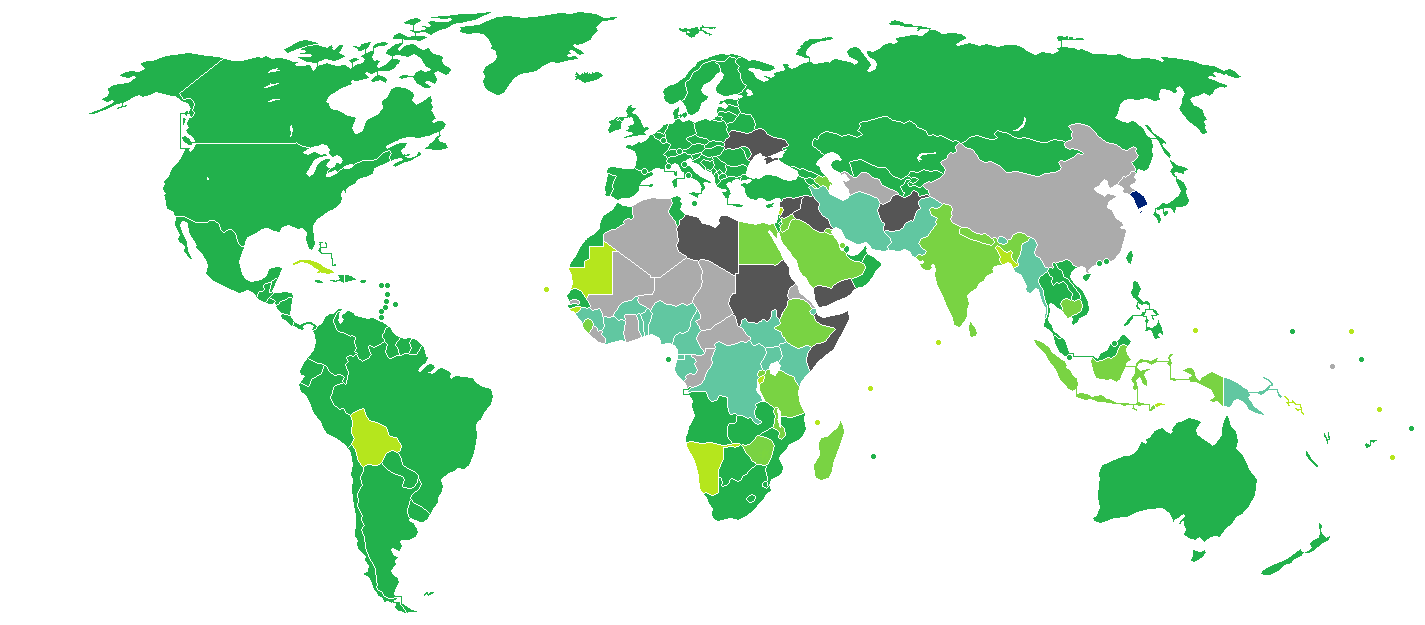
Corée du Sud
Visa non nécessaire
Visa à l'arrivée
Système de visa électronique
Visa électronique ou à l'arrivée
Visa requis avant l'arrivée
Interdiction de voyager

## Pays interdit par le gouvernement sud-coréen
Les pays suivants sont interdits : Afghanistan, Irak, Libye, Somalie, Syrie et Yémen.